# 문학적 비상식

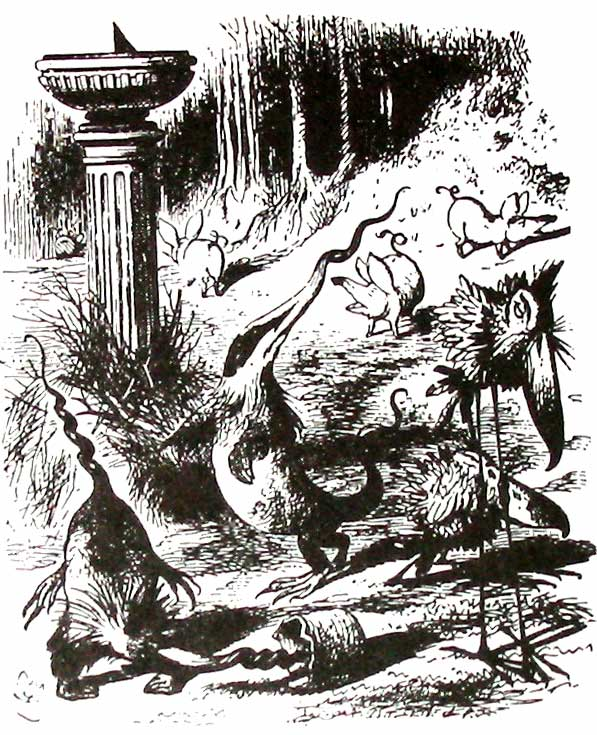
《거울 나라의 앨리스》의 《재버워키》에 등장하는 비상식적인 생물. 존 테니엘에 의한 삽화.

문학적 비상식(또는 비상식 문학)은 유의미한 물건과 무의미한 것을 조합하고 말을 사용하는 데의 상식적인 약속이나 논리성을 무시해, 부수려는 문학의 총칭이다. 특별히 알려져 있는 역사적인 형식은 비상식 시(Noncence verse)가, 오늘날에는 시에 한정하지 않고 여러 가지 형식의 문학 작품으로 표현되고 있다.
비상식의 문학적인 효과는, 일반적으로는 의미의 결여보다, 자주 의미의 과잉에 의해 초래된다. 비상식의 상당수는 본질적으로는 유머에 속하지만, 그것은 의미를 이루는 것에 의해 재미가 나타나는 대다수의 유머와는 반대로, 의미를 이루지 않는 것에 의해서 성립하는 유머이다.

## 역사
비상식 문학의 기원은 두 개의 흐름에 더듬을 수 있다. 보다 오래된 것은 민요나 동요, 민화나 민중극, 말장난 등의 구승을 기원으로 하는 것으로, 오늘날에도 학교노래로서 넓게 다루어지고 있는 마더 그스의 노래 등에 그 형태를 두고 있다. 구승에서의 그러한 역할은, 있는 것을 기억하기 위한 수단이거나 또는 패러디나 풍자이거나로 여러 가지이다. 다른 하나의 흐름은 궁정 시인이나 학자 같은 지식인에 의한, 보다 지적인 작품을 기원으로 하는 것이다. 이러한 내용은 고전 문학의 패러디나 종교적인 골계시, 정치적인 풍자시 등에서, 자주 세련된 새로운 비상식의 형식이 만들어졌다. 오늘의 비상식 문학은 이 두 개의 흐름이 합쳐 져 성립하고 있다.

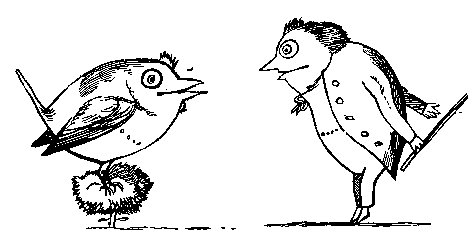
어느 남자가 말했다 "쉿, 조용해!
수풀 안에 새끼 새가 있어!"
모두가 묻는다 "그것은 작아?"
그는 대답한다 "천만해!
무려 수풀의 4배나 돼!"
(《비상식의 그림책》에서)

비상식 문학의 고전은 영국에 집중하고 있다. 상술한 마더 그스의 동요집도 그렇지만, 에드워드 리어는 그 《비상식의 그림책》(1846년)을 비롯한 저작으로 발표된 다수의 리메릭크시에 의해서, 상기의 두 개의 흐름을 맞춘 근대적인 비상식 문학의 대중화를 촉진했다. 이 흐름을 계승한 것이 루이스 캐럴이며, 그의 아동문학 작품 《이상한 나라의 앨리스》(1865년) 《거울 나라의 앨리스》(1871년)는 비상식 문학을 세계적인 현상으로 했다. 특히 후자의 작품에 등장하는 《재버워키》는 자주 비상식 문학의 정수로 간주된다.
20세기 이후의 문학에서도, 예를 들면 T. S. 엘리엇의 시나 제임스 조이스의 소설에도 비상식 문학의 요소가 인정되고, 베켓트나 외젠 이오네스코의 부조리 연극은 비상식의 것보다 현대적인 형태로 간주할 수 있다. 일본에서는 이노우에 히사시, 쓰쓰이 야스타카 등이 비상식 문학의 작가이다.

## 이론
넌센스 (Non-sense)는 센스 (Sense, 지각, 의미, 분별 등)의 부정형이며, 언어 상에서의 넌센스는 '의미가 없는 것', '바보스러운 것'을 가리키지만, 그러나 비상식 문학이 창조적이기 위해서는 지성적인 엄밀과 방법을 필요로 한다. 따라서 단순한 엉터리 문장, 알 수 없는 문장이 반드시 비상식 문학이 되는 것은 아니다. 비상식 문학으로 불리는 것은, 일반적으로는 의미 내지 문법, 표음이나 문맥 등, 하등의 점에서는 이해 가능한 형태를 유지하고 있어, 일견 낯선 단어가 이용되고 있는 경우에도, 많게는 문법적으로 품사를 추정할 수 있거나, 문맥적으로 하등의 의미를 가지는 것을 상정할 수 있거나 혹은 말장난에 의해서 익숙한 단어가 합쳐져 있거나 한다.
비상식 문학에서는, 격식을 차린 어법이나 어조는 여러 가지 부조리인 요소를 더하는 것에 의해서 밸런스가 잡힌다. 그러한 때에 이용되는 비상식의 기법을 그것과 분별하는 것은 용이하다. 예를 들면 그것은 잘못된 논리적 귀결, 혼성어, 조어, 반의어나 역어, 부정확함, 둘 이상의 것 사이의 동기성, 문장과 그림과의 사이의 모순, 불가해한 독단, 무한하게 계속되는 반복, 흉내, 잘못된 해석 등이며, 또 동어 반복, 문자나 음절의 중복, 부조리인 정확함 등도 비상식의 효과를 가져온다.
그리고 작품이 비상식 문학이기 위해서는, 비상식적인 표현이 작품 중에서 역할을 해야 한다. 어느 문장이 단지 필요에 따라서 비상식인 표현을 뽑고 있는 것에 지나지 않으면, 작품 속의 그 부분에는 확실히 비상식적인 효과가 나타나고 있어도, 그 작품 자체는 비상식 문학으로 간주되지 않는다.
비상식 문학이 사람에게 감명을 주는 것은, 인간이 항상 무엇에 대해서도, 경우에 따라서는 그것이 존재하지 않는 곳에까지 의미를 요구하는 생물이기 때문이다.

## 유사 장르

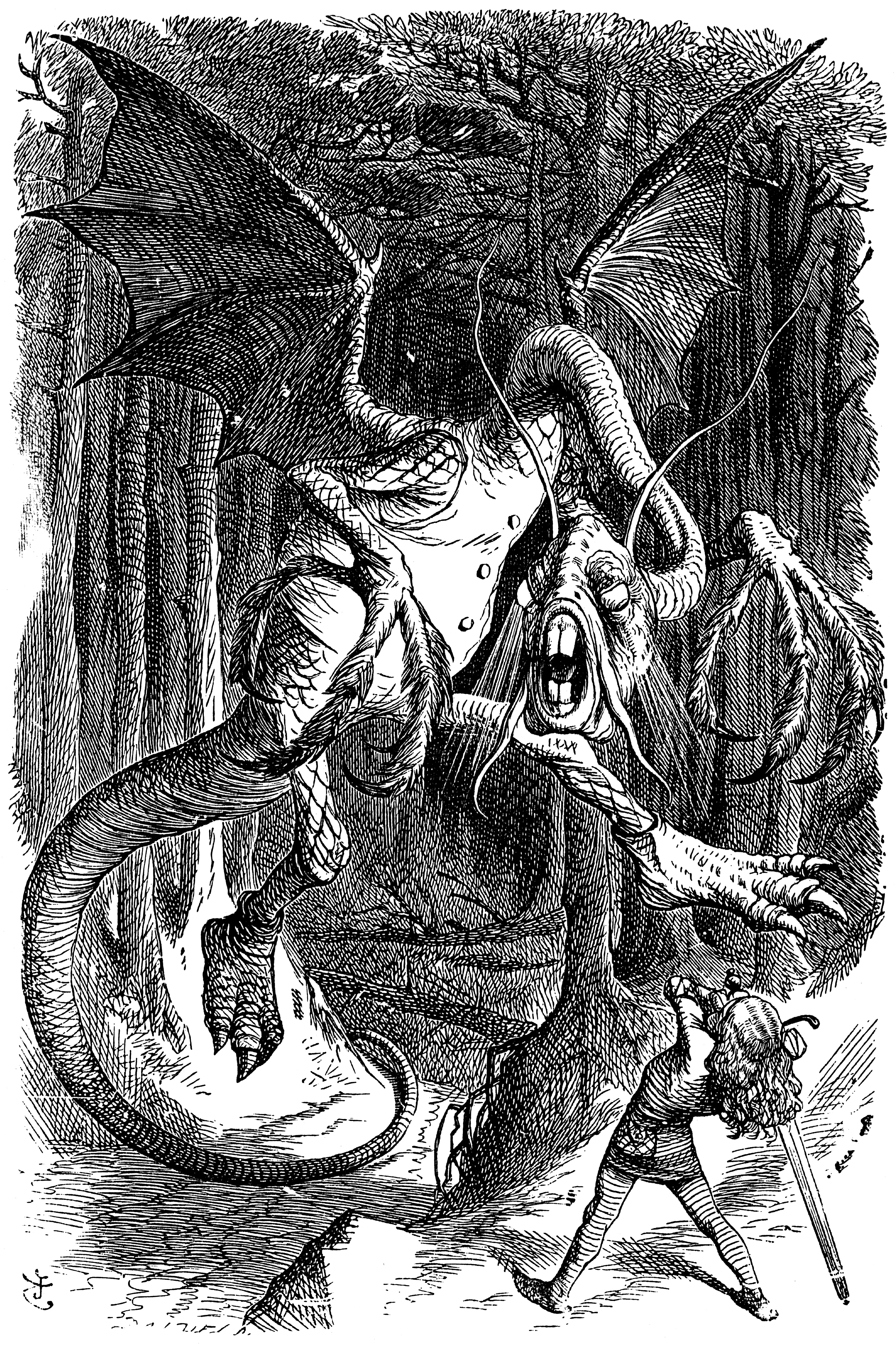
《재버워키》에서. 서사시의 패러디이지만, 그 도구 정리는 판타지와 비슷하다.

비상식과 판타지는, 때로는 서로 닮는 경우도 있지만, 그러나 양자는 분명히 구별된다. 판타지에 등장하는 기묘한 생물, 이상한 세계관, 마법, 사람의 말을 말하는 동물이라는 것은, 그것이 왜 그 작품 세계에 존재하는지가 논리적으로 설명되기에, 비상식인 물건은 되지 않는다. 그 점에서 판타지에는 비상식에는 없는 일관성과 통일성이 존재한다. 판타지의 세계에서는, 현실에는 있을 수 없는 듯한 것이 등장해도 모든 것이 논리에 따라서 있는 것이며, 한편 비상식의 세계에서는 논리의 법칙이 무시되며 겨우 우리의 이해를 넘은, 무엇인가 불가해한 것이 존재하는 것이 암시해지는 것에 머문다. 전형적인 예가 마법·마술이다. 판타지 작품에서는, 마술은 있는 이상한 현상을, 그것이 작품 중에서 왜 일어나는지를 논리적으로 설명할 수 있는 것으로서 채용된다. 한편 비상식 문학에서는, 원래 마법이 나타나는 것 자체가 드물지만, 그것이 나타나는 경우에서도 무엇인가 불가해한 사건에 설명을 주기 위해서가 아니고, 오히려 비상식인 색조를 더하기 위해서 이용된다.
수수께끼는, 그 대답이 아직 발견되기 전에는 비상식인 것 같이 보인다. 비상식적인 수수께끼로서 유명한 대다수는, 원래 그 대답이 존재하지 않기 때문에 비상식인 물건으로 간주되고 있다. 《이상한 나라의 앨리스》에서는, '왜 갈까마귀는 책상과 닮았지?'라는 수수께끼가 등장한다. 앨리스가 대답을 모른다고 항복하면, 수수께끼를 물은 모자상 자신이 자신도 대답을 모르는 것이라고 말해, 원래 대답이 없는, 비상식인 수수께끼였다는 것이 된다.
초현실주의와 비상식은 경우에 따라서는 서로 가까워지기도 하지만, 그러나 초현실주의가 우연성을 이성으로부터 해방해, 일상 경험의 전도를 도모하려는 예술인데 비해, 비상식은 어디까지나 이성에 의해서 주도하게 컨트롤 되는 점에 차이가 있다고 생각할 수 있다.

## 작가
비상식 작가나 시인의 예. 문학자에 한정한다.
- 에드워드 리어

```
국적 : 영국
활동분야 : 문학
주요저서 : 《넌센스 시집》(1846) 《넌센스의 노래와 이야기집》(1871) 
```

- 루이스 캐럴
- 크리스티앙 모르겐슈테룬
- 에드워드 고리
- 진드기일 하룸스
- 이노우에 히사시
- 쓰쓰이 야스타카
- 사사키 마키

## 참고 문헌
- Carroll, Lewis (1865). 《Alice's adventures in wonderland》. Macmillan.
- Celia Catlett Anderson; Marilyn Apseloff (1989). 《Nonsense literature for children: Aesop to Seuss》. Library Professional Publications. ISBN 9780208021618.
- Heyman, Michael (2007). 《"An Indian Nonsense Naissance" in The Tenth Rasa: An Anthology of Indian Nonsense》. New Delhi: Penguin. ISBN 0143100866.
- Heyman, Michael Benjamin (1999). 《Isles of Boshen: Edward Lear's literary nonsense in context》. Scotland: Glasgow. 2012년 3월 6일에 원본 문서에서 보존된 문서. 2010년 4월 25일에 확인함.
- Lecercle, Jean-Jacques (1994년 4월 4일). 《Philosophy of nonsense: the intuitions of Victorian nonsense literature》. Routledge. ISBN 9780415076531.
- Malcolm, Noel (1997). 《The origins of English nonsense》. HarperCollins.
- Sandburg, Carl (1922). 《Rootabaga stories》. Harcourt, Brace and Company.
- Tigges, Wim (1988). 《An anatomy of literary nonsense》. Rodopi. ISBN 9789051830194.
- 에드워드 리어 (2003). 《비상식의 그림책》. 번역 야나세 나오노리. 이와나미 서점. ISBN 400322891X. 다음 글자 무시됨: ‘ 일본 서적’ (도움말)
- 엘리자베스 슈엘 (1980). 《비상식의 영역》. 번역 타카야마 히로시. 카와이데 쇼보 신사. ISBN 4309200494. 다음 글자 무시됨: ‘ 일본 서적’ (도움말)
- 타카하시 야스시야 (1977). 《비상식 대전》. 아키후미사. ISBN 479493761X. 다음 글자 무시됨: ‘ 일본 서적’ (도움말)

## 같이 보기
- 초현실주의
- 부조리
- 다다이즘
- 바보미스